# Liste der ehemaligen Mühlen am Göllersbach
Die Liste der ehemaligen Mühlen am Göllersbach führt die Mühlen am gesamten Lauf des Göllersbaches mit seinen 61 Kilometer Länge sowie seiner Zuflüsse an.
| Foto |                 | Mühle                                         | Gewässer             | Gemeinde    | Standort                                       | Status                  | Beschreibung |
| ---- | --------------- | --------------------------------------------- | -------------------- | ----------- | ---------------------------------------------- | ----------------------- | --- |
| BW   | Datei hochladen | Dorfmühle, Voglsangmühle                      | Göllersbach          | Hollabrunn  | KG: Altenmarkt im Thale Standort               | stillgelegt             | Diese Mühle, auch Voglsangmühle genannt, gehörte 1661 dem Grafen Kuefstein. Diese Mühle bezog das Wasser für das oberschlächtiges Wasserrad aus dem Unterwasser der Feldmühle und zusätzlich aus einer Bodenquelle. Schon fast 100 Jahre ist diese Mühle stillgelegt. |
| ja   | Datei hochladen | Edermühle, Grubermühle, Alte Hofmühle         | Midabächlein         | Hollabrunn  | KG: Hollabrunn Standort                        | stillgelegt             | Sie war ursprünglich der Herrensitz derer von Oberhollabrunn und wurde anno 1346 an die Sonnberger verkauft. Am 23. Oktober 1810 war im Ort ein Großfeuer, dem 49 Häuser zum Opfer fielen, darunter auch die Hofmühle. 1940 Stilllegung. Seit 1974 Museum. Das Gebäude steht unter Denkmalschutz (Listeneintrag). |
| ja   | Datei hochladen | Kirchenmühle                                  | Göllersbach          | Hollabrunn  | KG: Breitenwaida Standort                      | stillgelegt, abgetragen | Die Mühle stand an der Stelle des Hauses Hollabrunnerstraße 41. Direkt anschließend an die Mühle stand die ehemalige Pfarrkirche von Breitenwaida, die Kapelle in der Quergasse erinnert noch daran. Die Mühle gehörte zur Herrschaft Sonnberg und wurde aufgrund der andauernden Überschwemmungen im Jahr 1642 aufgelassen. Der letzte Müller war Hans Rohrer (1637–1641). 1702 wurde auf dem leeren Platz ein Kleinhaus errichtet. |
| ja   | Datei hochladen | Pläßmühle                                     | Göllersbach          | Hollabrunn  | KG: Breitenwaida Standort                      | stillgelegt             | Die Mühle wurde durch einen 100 m langen Mühlbach mit festem Wehr im Göllersbach betrieben und hatte ein unterschlächtiges Wasserrad, um eine 3-gängige Mühle zu betreiben. Das Gebäude wurde im 16. Jahrhundert als Jagdschloss errichtet und später in eine Mühle umgebaut. Im Jahr 1926 wurde die Mühle von Rudolf Wottke gekauft und ausgebaut. Es wurde auch ein E-Werk betrieben, welches die Orte Breitenwaida und Dietersdorf mit Strom versorgte. Der Generator wurde mit einer Turbine und 2 Dieselgeneratoren angetrieben. Im Jahr 1960 wurde die Mühle stillgelegt und die Maschinen abverkauft. Heute ist das Anwesen ein Wohnhaus. |
| BW   | Datei hochladen | Kleine Feldmühle, Wiesenmühle, Beindelmühle   | Göllersbach          | Hollabrunn  | KG: Enzersdorf im Thale Standort               | stillgelegt             | Die Wiesenmühle, auch Beindelmühle genannt, wird bereits 1643 erwähnt. Die Mühle wurde schon längst aufgelassen und ist heute ein Wohnhaus. |
| BW   | Datei hochladen | Feldmühle, Grubermühle                        | Göllersbach          | Hollabrunn  | KG: Altenmarkt im Thale Standort               | stillgelegt             | Feldmühle, auch Grubermühle genannt. 1376 saß ein Andreas von Scharbarn auf der Feldmühle. 1612 war Herr Hainrich hier Müllermeister, 1615 Michl Steinmüller, 1616 dessen Sohn Heinrich Steinmüller und 1628 Mathias Müllner. Die Mühle war zweigängig, wobei ein Gang eine Holzsäge war. |
| BW   | Datei hochladen | Postmühle                                     | Göllersbach          | Stockerau   | KG: Stockerau Standort                         | stillgelegt             | Die Postmühle liegt westlich von Stockerau an der Pragerstraße 77 nach Sierndorf. Hier war einst eine Poststation. 1312 wird das Stift Zwettl als Besitzer genannt. Mühle wurde um 1904 stillgelegt. Heute ist dort die Tel Mineralwolle AG situiert. |
| BW   | Datei hochladen | Einradlmühle                                  | Göllersbach          | Hollabrunn  | KG: Kleinstetteldorf Standort                  | stillgelegt             | 1405 erstmals erwähnt. 1941 stellte diese Mühle ihren Betrieb ein und war noch Wohnung für den letzten Müller. |
| BW   | Datei hochladen | Blasermühle                                   | Göllersbach          | Hollabrunn  | KG: Aspersdorf Standort                        | stillgelegt             | Ein Heiratsvertrag von 1835 zeigt als Besitzer dieser Mühle das Ehepaar Josef und Eleonora Christamentl. 1852 starb der Müller, und die Witwe verkaufte 1862 an Ignaz und Cäcilia Rabl. Heute steht das malerisch gelegene Gebäude leer. |
| BW   | Datei hochladen | Pflegermühle                                  | Göllersbach          | Hollabrunn  | KG: Aspersdorf Standort                        | stillgelegt             | Erste Erwähnung 1405 als „mul zw wielendorf“. 1888 hat Herr Michael Schmid die Mühle als Mitgift für seine Tochter gekauft. Das oberschlächtige Wasserrad, das aus dieser Zeit stammte, hatte einen Durchmesser von 2,5 m und war 1 m breit. 1934 wurde die Mühle stillgelegt. |
| BW   | Datei hochladen | Rohrmühle                                     | Göllersbach          | Hollabrunn  | KG: Sonnberg Standort                          | stillgelegt             | Die Mühle wurde durch einen Mühlbach betrieben und hatte ein oberschlächtiges Wasserrad, um eine 3-gängige Mühle zu betreiben. Erste urkundliche Erwähnung der Rohrmühle aus dem Jahre 1285. Im Jahr 1896 stellte diese Mühle ihren Betrieb ein und wurde als Lederfabrik verwendet. Seit dem Jahr 1978 dient die Mühle als Wohnhaus, zeitweise Tierarztpraxis. Derzeit wird die Anlage für die Aufzucht von Pferden genutzt. Der Bau zeigt Reste aus dem 16. und 18. Jahrhundert, einen geschlossenen Innenhof mit Rosarium und eine kleine Kapelle. |
| BW   | Datei hochladen | Leissermühle                                  | Göllersbach          | Hollabrunn  | KG: Breitenwaida Standort                      | stillgelegt             | Die Mühle wurde durch einen nur 50 m langen Mühlbach betrieben und hatte ein unterschlächtiges Wasserrad, um eine eingängige Mühle zu betreiben. Die Mühle war von 1645 bis 1651 der Herrschaft Sonnberg untertänig. Im Jahr 1906 kaufte Anton Leisser die Mühle und betrieb neben der Mühle noch eine Bäckerei und eine Landwirtschaft. Sein Sohn Alois Leisser ging in den 1930er Jahren mit dem Betrieb an die Börse und erlitt Konkurs. Die drei Schwager, Anton Ulzer, Johann Löschl und Mayer retteten mit ihrem Kapital das Anwesen. Erst im Jahr 1950 fand sich mit dem Müller Josef Haller aus Mistelbach ein Pächter. Nach einem Versuch des Getreide- und Futtermittelhandels wurde die Mühle endgültig im Jahr 1955 stillgelegt. |
| BW   | Datei hochladen | Assmannmühle, Dammmühle                       | Göllersbach          | Sierndorf   | KG: Sierndorf Standort                         | stillgelegt             | 1563 erste Erwähnung der Mühle. Es war dies eine der größten Göllersbachmühlen mit 5 Gängen und einem Schleifrad für Feilenhauer. Am 20. Februar 1989 wurde die Mühle stillgelegt und die neuerbaute Mühle in Sierndorf, Wienerstraße 32, in Betrieb genommen. |
| BW   | Datei hochladen | Aumühle, Sagmühle, Weisleinmühle, Kleinmühle  | Runzenbach           | Hollabrunn  | KG: Hollabrunn Standort                        | stillgelegt             | 1730 von Ernestus Weislein erbaut. Im Jahr 1917, nach dem Tod von Franz Weislein, wurde die Mühle stillgelegt. Im Jahr 1924 brach in der ehemaligen Mühle ein Feuer aus, in der damals die Ing. Berthold Costa Metallwarenfabrik GmbH untergebracht war. Im Anschluss zog in die Mühle ein Hühnerzuchtbetrieb ein. Der größte Teil des Anwesens wurde von Grete Weislein als Stiftung an die Behindertenhilfe für den Bezirk Hollabrunn „Sonnendach“ übergeben. |
| BW   | Datei hochladen | Mühle                                         | Göllersbach          | Hollabrunn  | KG: Dietersdorf (Gemeinde Hollabrunn) Standort | stillgelegt             | Von Hollabrunn kommend war das erste Haus auf der linken Seite eine Mühle. Im Jahr 1321 wird diese erstmals urkundlich erwähnt. Heute ist dieser noch sehr feuchte Wiesengrund ein Garten. |
| BW   | Datei hochladen | Mühle                                         | Runzenbach           | Hollabrunn  | KG: Oberfellabrunn Standort                    | stillgelegt             | Mühle am Runzenbach, erste Erwähnung 1616. Ehemals großes Wasserrad (Durchmesser 10 m, Breite 80 cm, existiert nicht mehr); Im Zweiten Weltkrieg beschädigt, ca. 1947 stillgelegt, heute Landwirtschaft, Gebäude restauriert. |
| BW   | Datei hochladen | Sackmühle                                     | Göllersbach          | Hollabrunn  | KG: Kleinstetteldorf Standort                  | stillgelegt             | Erste Erwähnung 1487. Die Mühle wurde um 1800 mit einer Dampfmaschine betrieben, später durch unterschlächtige Wasserräder und zum Schluss mit einem Elektromotor. |
| ja   | Datei hochladen | Wiesen- oder Feldmühle                        | Göllersbach          | Hollabrunn  | KG: Enzersdorf im Thale Standort               | stillgelegt, abgetragen | 1643 gehörte die Mühle der Herrschaft. Das Mühlengebäude ist 1913 abgebrannt und wurde nicht mehr aufgebaut. Heute ist das Anwesen zu einem Wohnhaus umgestaltet. |
| BW   | Datei hochladen | Vogelsangmühle, Timmelmühle                   | Göllersbach          | Hollabrunn  | KG: Eggendorf im Thale Standort                | stillgelegt             | Diese Mühle existierte sicher schon vor 1300 und gehörte zu Kleinstetteldorf und später zu Göllersdorf. 1494 wird die Steinmühle erstmals urkundlich erwähnt. Bis 1944 wurde sie mit 3 unterschlächtigen Wasserrädern mit 5 m Durchmesser angetrieben. |
| ja   | Datei hochladen | Timmelmühle, Steinmühle                       | Göllersbach          | Hollabrunn  | KG: Eggendorf im Thale Standort                | stillgelegt, abgetragen | Sie stand auf dem heutigen Hausgrund Nr. 52 und existiert nicht mehr. 1440 wird sie als Mooshof genannt. 1890 wurde der Mühlbetrieb vom letzten Müllermeister Wolf eingestellt. |
| ja   | Datei hochladen | Dorfmühle, Rauchbergermühle                   | Göllersbach          | Hollabrunn  | KG: Aspersdorf Standort                        | stillgelegt, abgetragen | Die Mühle wurde durch einen 400 m langen Mühlbach betrieben und hatte ein oberschlächtiges Wasserrad, um eine 3-gängige Mühle zu betreiben. Das Wasserrad hatte einen Durchmesser von 3,5 m und eine Breite von 1,4 m und existierte bis zum Jahr 1952. In früherer Zeit befand sich an dem Standort ein kleines Schloss und die Mühle war vermutlich eine Schlossmühle. Im Jahr 1803 brannte die Mühle ab und musste neu aufgebaut werden. Das Müllergewerbe war bis ins Jahr 1952 angemeldet, danach wurde nur mehr für den Eigenbedarf der Landwirtschaft geschrotet. Die Grundmauern des Schlosses (30 × 30 m) wurden bei der Bachregulierung in den 1960er Jahren ausgegraben. Durch die Bachregulierung gab es im Mühlbach kein Wasser mehr. Im Zuge des Straßenausbaues wurde das Gebäude abgetragen. Heute steht an dieser Stelle ein Einfamilienhaus. |
| ja   | Datei hochladen | Kirchenmühle                                  | Göllersbach          | Hollabrunn  | KG: Aspersdorf Standort                        | stillgelegt, abgetragen | Von dieser ehemaligen Mühle, die im Besitz der damals viel größeren Pfarre Aspersdorf war, ist im Diözesanarchiv Wien, Pfarrakten Aspersdorf, vermerkt: „Aspersdorf, St. Georgitag 1487: ...Item auf 4 Joch Acker in dem Kirchenfeld bey der Öden Mühl“ |
| ja   | Datei hochladen | Steinbruckmühle, Pointnermühle                | Midabächlein         | Hollabrunn  | KG: Hollabrunn Standort                        | stillgelegt, abgetragen | Die Mühle wurde durch einen Mühlbach mit festem Wehr im Göllersbach betrieben und hatte ein oberschlächtiges Wasserrad, um eine 3-gängige Mühle zu betreiben. Die Mühle gehörte zur Herrschaft Sonnberg. Mit dem Tod des letzten Müllers Josef Pointer im Jahr 1936 wurde der Betrieb eingestellt. Im Jahr 1974 wurde das Anwesen an den Verband ländlicher Genossenschaften in Niederösterreich verkauft. |
| ja   | Datei hochladen | Winklmühle, Mittermühle, später Weisleinmühle | Midabächlein         | Hollabrunn  | KG: Hollabrunn Standort                        | stillgelegt, abgetragen | 1279 kam die Mühle als Stiftung an das Kloster Imbach. Der Müllermeister Richard Weislein machte sich 1945 sehr verdient um Hollabrunn. Am 1. Mai 1966 wurde die Mühle, als letzte Mühle von Hollabrunn, endgültig stillgelegt und zwanzig Jahre später geschleift. Heute steht auf dem Areal ein Wohnbau. |
| BW   | Datei hochladen | Schlossmühle                                  | Göllersbach          | Hollabrunn  | KG: Sonnberg Standort                          | stillgelegt             | Die Mühle wurde durch einen Mühlbach betrieben und hatte ein oberschlächtiges Wasserrad, um eine 3-gängige Mühle zu betreiben. Der Ursprung der Mühle geht in das 16. Jahrhundert zurück. Bis zum Jahr 1927 wurde die Mühle mit einem Wasserrad angetrieben. Im Jahr 1975 wurde die Mühle stillgelegt. Heute wird das Gebäude als Wohnhaus genutzt. |
| ja   | Datei hochladen | Haselmühle                                    | Göllersbach          | Hollabrunn  | KG: Breitenwaida Standort                      | stillgelegt, abgetragen | Die Mühle wurde durch einen, nur 100 m langen Mühlbach mit festem Wehr im Göllersbach betrieben und hatte ein unterschlächtiges Wasserrad, um ein zweigängiges Mühlwerk anzutreiben. Im Marktarchiv Göllersdorf wird am 21. April 1546 ein „Leopold Schrötl, Milner zu Furdt“ genannt. 1612 war dort der Müllermeister Baltasar Praunstein. Im Jahr 1913 wurde die Mühle stillgelegt und das Gebäude abgetragen. Seit der Kommassierung ist der einstige Standort nur mehr anhand einer Geländesenke auszumachen. |
|      | Datei hochladen | Niederhofmühle                                | Göllersbach          | Göllersdorf | KG: Großstelzendorf                            | stillgelegt             | Der Ursprung der Mühle geht in das 18. Jhd. zurück. Das E-Werk wurde 1970 und die Mühle 1974 stillgelegt. |
|      | Datei hochladen | Hofmühle                                      | Göllersbach          | Göllersdorf | KG: Göllersdorf                                | stillgelegt             | Am 28. November 1575 wird ein Müllermeister Veit genannt. 1985 wurde die Mühle stillgelegt und die Maschinen verkauft. Die Räume wurden verpachtet und es wird dort bis heute Getreide und Kunstdünger gelagert. |
|      | Datei hochladen | Mühle                                         | Göllersbach          | Göllersdorf | KG: Göllersdorf                                | stillgelegt             | Heute befindet sich in dem alten Gebäude die Bäckerei Popberger. |
|      | Datei hochladen | Schlossmühle                                  | Göllersbach          | Göllersdorf | KG: Viendorf                                   | stillgelegt             | Erste Nennung 1443. 1889 war diese Mühle im Besitz von Graf Schönborn und Franz Fittner. Angetrieben wurde die Mühle mit einem oberschlächtigen Wasserrad und hatte 3 Mahlgänge. |
|      | Datei hochladen | Schlossmühle                                  | Göllersbach          | Göllersdorf | KG: Schönborn                                  | stillgelegt             | Der ursprüngliche Name des Schlosses war Mühlburg, wegen der herrschaftlichen Mühle. Erste Erwähnung 1390. 1876 war ein Pächter auf der 4-gängigen Mühle. |
|      | Datei hochladen | Wiesmühle                                     | Göllersbach          | Sierndorf   | KG: Untermallebarn                             | stillgelegt             | 1443 erste Erwähnung der Mühle. 1661 war sie im Besitz des Grafen Herberstein. Während des Ersten Weltkrieges wurden dort Futtermittel erzeugt. 1916 wurde eine Expositur der Gendarmerie errichtet. |
|      | Datei hochladen | Hofmühle                                      | Göllersbach          | Sierndorf   | KG: Höbersdorf                                 | stillgelegt             | 1661 war sie im Besitz des Grafen St. Hilaire. Jetzt im Besitz der Frau Hilde Wöber, deren Urgroßmutter in diese Mühle eingeheiratet hat. 1955 wurde die Mühle stillgelegt. Heute liegt die Mühle inmitten von Einfamilienhäusern. |
|      | Datei hochladen | Schlossmühle                                  | Göllersbach          | Sierndorf   | KG: Sierndorf                                  | stillgelegt             | 1563 erwähnt, die Mühle wurde aufgelassen und das Gebäude zu Arbeiterwohnungen umgebaut. Die Mühle war 3-gängig. Noch 1918 wurde das Wasser zur Stromerzeugung genutzt. |
| ja   | Datei hochladen | Silberbachmühle, Dorfmühle                    | Parschenbrunner Bach | Sierndorf   | KG: Unterhautzental                            | stillgelegt, abgetragen | Diese uralte Mühle, erwähnt um 1500, hatte vermutlich nur einen Mahlgang. 1796 wurde die Mühle neu erbaut. 1889 starb der letzte Müller, Johann Georg Schwayer. Ende 19. Jahrhundert stillgelegt. 1982 wurde die Mühle abgetragen. |
|      | Datei hochladen | Mayermühle, Bruchmühle                        | Göllersbach          | Sierndorf   | KG: Oberolberndorf                             | stillgelegt             | 1395 wurde die Mühle erstmals erwähnt. Dies ist die Stammmühle der großen Assmann-Müllerdynastie. Herr Mayer kaufte es und betrieb die Mühle bis zum Mühlensterben 1960 weiter. Heute ist dort ein Handelsbetrieb und es wird Getreide gespeichert. |
| ja   | Datei hochladen | Teufelhartmühle, Floderermühle                | Göllersbach          | Sierndorf   | KG: Oberolberndorf Standort                    | stillgelegt             | Teufelhartmühle: Floderermühle. Diese gehörte ab 1358 dem Pfarrer von Stockerau. 1890 war die Mühle im Besitz des Müllermeisters Josef Floderer. Das Land Niederösterreich stellte finanzielle Mittel zur Erhaltung des Daches zur Verfügung. Das Gebäude steht unter Denkmalschutz (Listeneintrag). |
|      | Datei hochladen | Erlingermühle, Pfaffenmühle                   | Göllersbach          | Sierndorf   | KG: Oberolberndorf                             | stillgelegt             | 1358 war diese Mühle, die westlich von Stockerau Richtung Olberndorf liegt, im Besitz der Stockerauer Pfarre. Die Mühle war 3-gängig. Heute ist es ein privater Wohnsitz. |
|      | Datei hochladen | Kranichmühle                                  | Runzenbach           | Hollabrunn  | KG: Oberfellabrunn                             | stillgelegt             | Die Kranichmühle wurde 1960 stillgelegt. |
| ja   | Datei hochladen | Mühle                                         | Göllersbach          | Hollabrunn  | KG: Enzersdorf im Thale Standort               | stillgelegt, abgetragen | Die erste Mühle am Göllersbach, die Sagmühle, war vermutlich in der ehemaligen Ortschaft Ödenkirchen, in der Nähe des heutigen Forsthauses. |
| BW   | Datei hochladen | Fischermühle                                  | Windpassinger Graben | Grabern     | KG: Mittergrabern Standort                     | stillgelegt, abgetragen | 1612 war bereits Hans Seitl dort Müllermeister. Die Mühle hatte zwei Gänge. Zur Unterstützung des Wasserrades wurde bereits 1900 ein Holzgasmotor angeschafft und 1909 ein Stromaggregat für den Hausbedarf. Die Mühle wurde 1958 stillgelegt. |
|      | Datei hochladen | Fischermühle                                  | Windpassinger Graben | Grabern     | KG: Mittergrabern                              | stillgelegt, abgetragen | Schon 1544 war hier eine Mühle mit zwei Gängen, die zwei Personen beschäftigte und 4000 bis 5000 Metzen Korn/Jahr verarbeitete. Die Mühle wurde mit zwei unterschlächtigen Wasserrädern angetrieben. Der Künstler Herbert „Kausi“ Fischer (1940–2021) lebte in der Mühle. |
| BW   | Datei hochladen | Froschmühle                                   | Gmoosbach            | Grabern     | KG: Schöngrabern Standort                      | stillgelegt             | Als um die Jahrtausendwende dieser Ort gegründet wurde, bebauten Bauern die Felder und einer der ersten Gewerbebetriebe den sie brauchten, war eine Mühle. Nach 1900 wurde der Mahlbetrieb eingestellt. |
| BW   | Datei hochladen | Frauenmühle                                   | Windpassinger Graben | Wullersdorf | KG: Grund Standort                             | stillgelegt             | 1612 war Zacharias Simon Müllermeister auf der Frauenmühle. Die letzten Müller waren um 1920 die Familie Plach. Die Mühle wurde laufen modernisiert und das Wasserrad durch eine Turbine ersetzt. In den Dreißigerjahren wurde die Mühle stillgelegt. |
| ja   | Datei hochladen | Dorfmühle                                     | Gmoosbach            | Grabern     | KG: Obersteinabrunn Standort                   | stillgelegt, abgetragen | 1330 war in Steinabrunn ein Kleinadelssitz (Otto von Steinabrunn). 1363 saß Jans der Sitzendorfer von Staynabrunn auf dem Adelssitz. Im 16. Jahrhundert wurde Steinabrunn wieder besiedelt und heute weiß niemand mehr aus der Bevölkerung etwas von einer Dorfmühle. |
| BW   | Datei hochladen | Wodymühle                                     | Gmoosbach            | Grabern     | KG: Windpassing Standort                       | stillgelegt             | 1612 war Bauer Hans dort Müller, 1614 Jakob Junghans, 1627 Noa Junghans. Die Mühle war das einzige einstöckige Gebäude des Ortes. Die Mühle wurde 1935 stillgelegt. Jetzt wohnen in der zu zwei Wohnungen umgebauten Mühle drei Generationen. |
| BW   | Datei hochladen | Mörthmühle                                    | Gmoosbach            | Wullersdorf | KG: Wullersdorf Standort                       | stillgelegt, abgetragen | Vor dem Ersten Weltkrieg erbaute Mörth ein E-Werk mit Dampfturbine. Er errichtete eine moderne Mühle die er mit Strom antrieb. Die Mühle wurde um 1960 stillgelegt. Sie befand sich einst hinter dem heutigen Gemeindeamt. |
| BW   | Datei hochladen | Mühle                                         | Roggendorfer Grabern | Wullersdorf | KG: Wullersdorf Standort                       | stillgelegt, abgetragen | Rund 2 km östlich von Wullersdorf, an der Schlinge des Roggendorfer Grabenbaches lag die Siedlung Bruck. 200 m östlich davon lag im Mittelalter der Ort Ruchendorf. Bruck war wahrscheinlich eine Mühlensiedlung von Ruchendorf – dem heutigen Maria Roggendorf. |
| ja   | Datei hochladen | Mühle                                         | Immendorfer Grabern  | Wullersdorf | KG: Immendorf                                  | stillgelegt, abgetragen | Hier geben noch Flurnamen Kunde von Mühlen: „In der Geitmühl“ (Vergleich mit Gaidlucken am Keller und Wasserzuführung für das Mühlrad) „In Mühlenweg“: Weg von der Windmühle nach Roggendorf. |

| Foto:                    | Fotografie der Mühle (Gesamtheit). Klicken des Fotos erzeugt eine vergrößerte Ansicht. Daneben finden sich zwei Symbole: \| Weitere Bilder vorhanden \| Das Symbol bedeutet, dass weitere Fotos des Objekts verfügbar sind. Durch Klicken des Symbols werden sie angezeigt. \| \| Eigenes Foto hochladen \| Durch Klicken des Symbols können weitere Fotos des Objekts in das Medienarchiv Wikimedia Commons hochgeladen werden. \| |
| Name:                    | Bezeichnung der Mühle laut offiziellen Quellen |
| Standort:                | Es ist die Katastralgemeinde (KG) angegeben. Durch Aufruf des Links Standort wird die Lage der Mühle in verschiedenen Kartenprojekten angezeigt. |
| Beschreibung             | Kurze Beschreibung der Mühle |
| Weitere Bilder vorhanden | Das Symbol bedeutet, dass weitere Fotos des Objekts verfügbar sind. Durch Klicken des Symbols werden sie angezeigt. |
| Eigenes Foto hochladen   | Durch Klicken des Symbols können weitere Fotos des Objekts in das Medienarchiv Wikimedia Commons hochgeladen werden. |